# 费比·塞蒂安格鲁姆
费比·塞蒂安格鲁姆（2004年2月29日—），印尼女子羽毛球運動員；她曾在2022年受邀加入印尼队，並為針記羽毛球俱樂部旗下成員。

## 簡歷
2022年6月，费比·塞蒂安格鲁姆与搭档Nethania Irawan出战立陶宛羽毛球國際賽，在女双决赛以2比0（21-10、23-21）击败队友S A M Asharunnisa／Ridya Aulia Fatasya，夺得首个未来系列赛女双冠军。

## 主要比賽成績
只列出曾進入準決賽的國際賽事成績：
| 年份   | 賽事                     | 公開賽級別 | 項目     | 拍檔                   | 成績   |
| ------ | ------------------------ | ---------- | -------- | ---------------------- | ------ |
| 2022年 | 立陶宛羽毛球國際賽       | 未來系列賽 | 女子雙打 | Nethania Irawan        | 冠軍   |
| 2022年 | 印尼瑪琅羽毛球大師賽     | 超級100賽  | 女子雙打 | 傑西塔·普特里·米安托羅 | 準決賽 |
| 2023年 | 伊朗羽毛球國際挑戰賽     | 國際挑戰賽 | 女子雙打 | 傑西塔·普特里·米安托羅 | 冠軍   |
| 2023年 | 泰國羽毛球國際挑戰賽     | 國際挑戰賽 | 女子雙打 | 傑西塔·普特里·米安托羅 | 準決賽 |
| 2023年 | 越南羽毛球國際挑戰賽     | 國際挑戰賽 | 女子雙打 | 傑西塔·普特里·米安托羅 | 亞軍   |
| 2023年 | 印尼羽毛球國際挑戰賽     | 國際挑戰賽 | 女子雙打 | 傑西塔·普特里·米安托羅 | 冠軍   |
| 2023年 | 印尼泗水羽毛球國際挑戰賽 | 國際挑戰賽 | 女子雙打 | 傑西塔·普特里·米安托羅 | 準決賽 |
| 2023年 | 印尼泗水羽毛球大師賽     | 超級100賽  | 女子雙打 | 傑西塔·普特里·米安托羅 | 準決賽 |
| 2023年 | 奧迪沙羽毛球大師賽       | 超級100賽  | 女子雙打 | 傑西塔·普特里·米安托羅 | 準決賽 |
| 2024年 | 高雄羽球大師賽           | 超級100賽  | 女子雙打 | 傑西塔·普特里·米安托羅 | 冠軍   |
| 2024年 | 印尼北干巴魯羽毛球大師賽 | 超級100賽  | 女子雙打 | 傑西塔·普特里·米安托羅 | 冠軍   |
| 2024年 | 台北羽球公開賽           | 超級300賽  | 女子雙打 | 傑西塔·普特里·米安托羅 | 亞軍   |
| 2025年 | 馬來西亞羽毛球大師賽     | 超級500賽  | 女子雙打 | 阿普里亞尼·拉哈育      | 準決賽 |

| 2018-2026年 | 總決賽 | 超級1000賽 | 超級750賽 | 超級500賽 | 超級300賽 | 超級100賽 | 國際挑戰賽 | 國際系列賽 | 未來系列賽 | 其他 |